# 布萊克廣場 (亞利桑那州)
布萊克廣場（英語：Blake Place）是位於美國亞利桑那州皮納爾縣的一個非建制地區。該地的面積和人口皆未知。

## 地理
布萊克廣場的座標為32°48′27″N 110°31′20″W / 32.80750°N 110.52222°W，而該地的平均海拔高度為1329米（即4360英尺）。